# Mathias Flückiger
Mathias Flückiger (Berna, 27 settembre 1988) è un mountain biker, ciclocrossista e ciclista su strada svizzero. Specialista del cross country, già campione del mondo Juniores e Under-23, da Elite ha vinto la medaglia d'argento di specialità ai Giochi olimpici di Tokyo 2020, la Coppa del mondo 2021 e quattro medaglie ai campionati del mondo (tre d'argento e una di bronzo). Dal 2018 gareggia per il team Thömus Maxon.
È fratello di Lukas Flückiger, anch'egli specialista del cross country.

## Palmarès

### Mountain biking
- 2006 (Juniores)

Campionati del mondo, Cross country Juniores
- 2010[1]

Campionati europei, Cross country Under-23
Campionati svizzeri, Cross country Under-23
Campionati del mondo, Cross country Under-23
- 2014[1]

Classifica generale Swiss Epic, Cross country (con Lukas Buchli)
- 2015[1]

4ª prova BMC Racing Cup, Cross country (Grenchen)
Classifica generale Swiss Epic, Cross country (con Lukas Buchli)
- 2016[1]

Argovia Vittoria-Fischer Bike Cup, Cross country (Lostorf)
- 2017[1]

Goldtrophy Sabine Spitz, Cross country (Bad Säckingen)
Heubacher Mountainbikefestival Bike the Rock, 1ª prova MTB Bundesliga, Cross country (Heubache)
Classifica generale Lesotho Sky, Cross country (con Ralph Näf)
- 2018[1]

Marlene Südtirol Sunshine Race, 1ª prova Internazionali d'Italia Series, Cross country (Nalles)
Campionati svizzeri, Cross country
6ª prova Coppa del mondo, Cross country (Mont-Sainte-Anne)
- 2019[1]

1ª prova Swiss Bike Cup, Cross country (Monte Tamaro)
1ª prova Coppa del mondo, Cross country (Albstadt)
- 2020[1]

4ª prova Swiss Bike Cup, Cross country (Gstaad)
- 2021[1]

Marlene Südtirol Sunshine Race, 3ª prova Internazionali d'Italia Series, Cross country (Nalles)
Ötztaler Mountainbike Festival, Cross country (Haiming)
Campionati svizzeri, Cross country
3ª prova Coppa del mondo, Cross country short track (Leogang)
3ª prova Coppa del mondo, Cross country (Leogang)
4ª prova Coppa del mondo, Cross country short track (Les Gets)
4ª prova Coppa del mondo, Cross country (Les Gets)
- 2022[1]

Campionati svizzeri, Cross country
4ª prova Coppa del mondo, Cross country short track (Leogang)
4ª prova Coppa del mondo, Cross country (Leogang)
6ª prova Coppa del mondo, Cross country short track (Vallnord)
- 2023[1]

Rivera
Schaan
Campionati svizzeri, Cross country
6ª prova Coppa del mondo, Cross country short track (Vallnord)
Huttwil
- 2024[1]

Davos
Gruyere
Huttwil

#### Altri successi
- 2021

Classifica finale Coppa del mondo, Cross country

### Ciclocross
- 2005 - 2006

Campionati svizzeri, Juniores

## Piazzamenti

### Competizioni mondiali

#### Mountain biking
- Campionati del mondo

Rotorua 2006 - Cross country Juniores: vincitore
Val di Sole 2008 - Cross country Under-23: 3°
Canberra 2009 - Cross country Under-23: 14º
Mont-S.te-Anne 2010 - Cross c. Under-23: vincitore
Champéry 2011 - Cross country Elite: 13º
Saalfelden 2012 - Cross country Elite: 3º
Lillehammer-Hafjell 2014 - Cross country Elite: 19º
Vallnord 2015 - Cross country Elite: 5º
Nové Město 2016 - Cross country Elite: 14º
Cairns 2017 - Cross country Elite: 25º
Lenzerheide 2018 - Cross country Elite: 6º
Mont-Sainte-Anne 2019 - Cross country Elite: 2º
Leogang 2020 - Cross country Elite: 2º
Val di Sole 2021 - Cross country Elite: 2º
Glasgow 2023 - Cross country Elite: 12º
Vallnord 2024 - Cross country Elite: 8º
- Coppa del mondo

2013 - Cross country: 6º
2014 - Cross country: 6º
2015 - Cross country: 5º
2016 - Cross country: 5º
2018 - Cross country: 6º
2019 - Cross country: 4º
2021 - Cross country: vincitore
2022 - Cross country: 9º
2022 - Cross country short track: 4º
- Giochi olimpici

Rio de Janeiro 2016 - Cross country: 6º
Tokyo 2020 - Cross country: 2º
Parigi 2024 - Cross country: 5º
- Campionati del mondo di marathon

Auronzo di Cadore 2018 - Marathon: 4º
Grächen 2019 - Marathon: 15º

#### Ciclocross
- Campionati del mondo

Sankt Vendel 2005 - Juniores: 26º
Zeddam 2006 - Juniores: 8º
Hooglede-Gits 2007 - Under-23: 23º

### Competizioni europee

#### Mountain biking
- Campionati europei di mountain bike

St. Wendel 2008 - Cross country Under-23: 3º
Zoetermeer 2009 - Cross country Under-23: 6º
Haifa 2010 - Cross country Under-23: vincitore
Dohňany 2011 - Cross country Elite: ritirato
Mosca 2012 - Cross country Elite: 8º
Darfo Boario Terme 2017 - Cross country Elite: 17º
Monte Tamaro 2020 - Cross country Elite: 3º
Monaco di Baviera 2022 - Cross country Elite: ritirato

#### Ciclocross
- Campionati europei

Vossem 2004 - Juniores: 39º
Pontchateau 2005 - Juniores: 6º
Hittnau 2007 - Under-23: 25º

## Riconoscimenti
- Ciclista svizzero dell'anno Under-23 nel 2010
- Ciclista svizzero dell'anno nel 2021